# Jailson Macêdo Freitas
Jaílson Macedo Freitas (Sapeaçu, 9 de janeiro de 1971) é um árbitro de futebol da Bahia.

## Carreira
Jailson é natural de Sapeaçu, na Bahia, tendo se formado em árbitro em 1997 e entrado na CBF dois anos depois. Foi promovido a aspirante FIFA em 2008 e saiu no final 2009 por ter atingido o limite de idade na categoria.
Em 2013 se envolveu em uma grande polêmica no jogo entre Grêmio e Portuguesa, realizado em 7 de setembro e válido pelo Campeonato Brasileiro da Série A, em que os jogadores da Portuguesa reclamaram bastante do árbitro, acusando Jailson de ter marcado um pênalti inexistente a favor do Grêmio, e depois ter expulsado dois jogadores do time paulista. Logo depois, o então técnico da Portuguesa, Guto Ferreira, lançou dúvida sobre a atuação de árbitros baianos.